# Live at Barba Negra Track
A Live at Barba Negra Track a Leander Kills első koncertalbuma, amely az együttes Túlélő című albumának lemezbemutató turnéján, augusztus 25-én került felvételre a Barba Negra Trackben, Budapesten. A bónusz DVD-t is tartalmazó kiadvány 2016. december 3-án jelent meg.

## CD
Live at Barba Negra Track
1. És te hallasz engem? – 1:01
2. Te leszel a párom – 4:02
3. Szerelmetlen dal – 3:39
4. Madár – 3:49
5. Híd – 4:31
6. Ketten egyedül – 3:21
7. Lőjetek fel – 3:48
8. Csak Te – 4:40
9. Viharom tavaszom – 3:41
10. Az ördög naplója – 4:14
11. Túlélő – 4:12
12. Szeresd bennem – 4:05
13. Lopott könyvek (Tankcsapda-feldolgozás) – 4:34
14. Dobszóló – 1:35
15. Valami folyjon – 3:45
16. Főbűn – 4:23
17. Outro - Madár (akusztik) – 1:48

## DVD
Koncertklippek
1. És te hallasz engem
2. Híd
3. Csak Te
4. Viharom tavaszom
5. Szeresd bennem
6. Lopott könyvek (Tankcsapda-feldolgozás)
7. Valami folyjon
8. Outro - Madár (akusztik)

Videoklippek
1. Szerelmetlen dal
2. Te leszel a párom
3. Valami folyjon
4. Ketten egyedül
5. Híd
6. Madár (akusztik)
7. Madár
8. Lopott könyvek (Tankcsapda-feldolgozás)

## Közreműködők
- Köteles Leander – ének, basszusgitár
- Czifra Miklós – gitár
- Bodor Máté – gitár
- Jankai Valentin – dobok